# Vittorio Algeri
Vittorio Algeri (né le 3 janvier 1953 à Torre de' Roveri, dans la province de Bergame en Lombardie) est un ancien coureur cycliste et directeur sportif italien. Il est actuellement directeur sportif de l'équipe BikeExchange-Jayco.

## Biographie
Coureur professionnel de 1977 à 1987, Vittorio Algeri a été champion d'Italie sur route en remportant la Coppa Bernocchi en 1984.
Après sa carrière de coureur, il intègre l'encadrement de l'équipe Chateau d'Ax. Il est ensuite directeur sportif de l'équipe Milram de 2006 à 2010.
Son frère Pietro a également été coureur professionnel de 1974 à 1982 puis dirigeant d'équipes cyclistes.

## Palmarès

### Palmarès amateur
- 1972
  - Coppa Fiera di Mercatale
  - Coppa Città di Cantù
- 1973
  - Milan-Busseto
  - Prologue de la Semaine cycliste bergamasque
  - Settimana Internazionale della Brianza
  - Trofeo Angelo Tameni
  - 2e de la Piccola Tre Valli Varesine
  - 2e de la Coppa Città di Bozzolo
- 1974
  - Milan-Busseto
  - Piccola Sanremo
  - Coppa Fiera di Mercatale
  - 4e étape du Girobio
  - 4e étape de la Settimana Internazionale della Brianza
  - 2e de la Freccia dei Vini
  - 3e du championnat d'Italie sur route amateurs
  - 10e du championnat du monde sur route amateurs
- 1975
  - 2e de la Semaine cycliste bergamasque
  - 2e de la Freccia dei Vini
  - 6e du championnat du monde sur route amateurs
- 1976
  -  Champion d'Italie sur route amateurs
  - Semaine cycliste bergamasque :
    - Classement général
    - 2e et 7eb étapes

  - Freccia dei Vini
  - Settimana Internazionale della Brianza
  - Trofeo Angelo Tameni
  - Trofeo Caduti Medesi
  - 2e du Tour de Lombardie amateurs
  - 3e du Trofeo Piva
  - 8e de la course en ligne des Jeux olympiques

### Palmarès professionnel
- 1977
  - 5e étape du Tour de Belgique
  - 2e de Gand-Wevelgem
- 1978
  - 1re étape de Tirreno-Adriatico
  - 19e étape du Tour d'Italie
  - 2e de Milan-Turin
  - 3e du Tour de Campanie
  - 3e du Grand Prix de l'industrie et de l'artisanat de Larciano
- 1979
  - 2e étape de Tirreno-Adriatico
  - Grand Prix de l'industrie et de l'artisanat de Larciano
- 1980
  -  Champion d'Italie de course aux points
  - Prologue du Tour d'Andalousie (contre-la-montre par équipes)
  - 3e du Tour de Romagne
- 1982
  - 6e étape du Tour de Suède
  - 2e du Tour de Campanie
  - 2e du Tour des Pouilles
- 1984
  -  Champion d'Italie sur route (Coppa Bernocchi)
  - 2e de la Coppa Placci
- 1985
  - 2e du Trofeo Laigueglia

## Résultats sur les grands tours

### Tour d'Italie
8 participations
- 1977 : 14e
- 1978 : 49e, vainqueur de la 19e étape
- 1979 : 64e
- 1980 : 70e
- 1982 : 85e
- 1983 : abandon (20e étape)
- 1984 : 92e
- 1985 : abandon (19e étape)

### Tour de France
1 participation
- 1987 : abandon (14e étape)